# ۴ تازی‌ها
۴ تازی‌ها یک ستاره است که در صورت فلکی تازی‌ها قرار دارد.